# Język to dialekt z armią i flotą wojenną
Język to dialekt z armią i flotą wojenną – aforyzm spopularyzowany przez Maxa Weinreicha, ukazujący trudną do sprecyzowania różnicę między dialektem a językiem. Powiedzenie uwidacznia wpływy społeczne i polityczne na postrzeganie statusu różnych odmian językowych – jako dialektów lub odrębnych języków.
Koncepcja Abstand- i Ausbausprachen wprowadzona przez Heinza Klossa obrazuje dwoisty charakter języków, które mogą być wyróżniane zarówno na podstawie rozstrzygnięć językoznawczych, jak i pod wpływem czynników zewnętrznych (społecznych, kulturalnych, politycznych). Odrębność odmian językowych wchodzących w skład kontinuuów dialektalnych uwypuklają takie czynniki jak standaryzacja językowa i istnienie organizmów państwowych.

## Pochodzenie

### Weinreich
Pierwszym znanym źródłem maksymy jest przemówienie Weinreicha z 5 stycznia 1945, w którym autor wspomina serię wykładów, jakie dał między 13 grudnia 1943 a 12 czerwca 1944:

Nauczyciel liceum z Bronxu zadał mi pytanie: „Jaka jest różnica między dialektem a językiem?”, po czym sam odpowiedział: „Język to dialekt z armią i flotą wojenną.”

Zdanie to w oryginale brzmi: a szprach iz a dialekt mit an armej un flot (jid. ‏אַ שפּראַך איז אַ דיאַלעקט מיט אַן אַרמײ און פֿלאָט‎).

### Inne źródła
Socjolingwista Joshua A. Fishman zasugerował, że to on może być autorem cytatu, lecz jak sam przyznał, słowa te wypowiedział w 1967, a więc ponad 20 lat po wykładzie Weinreicha.
Niektórzy uczeni uważają, że francuski językoznawca Antoine Meillet (1866–1936) miał powiedzieć, że język to dialekt z armią, lecz nie zachowały się żadne dokumenty, które mogłyby to potwierdzić.
W 2004 Jean Laponce założył, że pierwszą osobą, która wypowiedziała to zdanie, był Louis Hubert Gonzalve Lyautey, lecz i w tym przypadku nie ma na to żadnych dowodów.